# محبوب (فیلم ۲۰۱۵)
محبوب (انگلیسی: The Beloved؛ کره‌ای: 重生爱人) فیلم عاشفانه دلهره‌آور محصول چین سال ۲۰۱۵ به کارگردانی کائو داوی است. این فیلم در ۱۵ مه ۲۰۱۵ در چین اکران شد. بازیگران وانگ لیکون، کیم بوم و جو چنگ درآن ایفای نقش کردند.

## داستان
این فیلم روایتگر ماجرای حضور فردی مرموز است که باعث می‌شود سو یینگ با ترس و وحشت کشف کند نامزدش در واقع همان همکلاسی دوران دبیرستان است که سال‌ها پیش در حادثهٔ آتش‌سوزی ناگهانی جان خود را از دست داده بود. با مرور خاطرات و یافتن سرنخ‌ها، رازهای تلخ و هولناک پشت این حادثه، همراه با داستان عشق اول و آتش‌سوزی عجیب دوران جوانی، کم‌کم آشکار می‌شود.

## بازیگران
- وانگ لیکون
- کیم بوم
- جو چنگ
- گوان یو
- لی هائویو
- ژانگ چنگ
- جیانگ پی‌یان
- توبی لی

## بازخورد
تا ۱۵ مه ۲۰۱۵، این فیلم در باکس آفیس چین توانست به فروش ۲٫۱۲ میلیون رنمینبی دست یابد.